# Anastaise

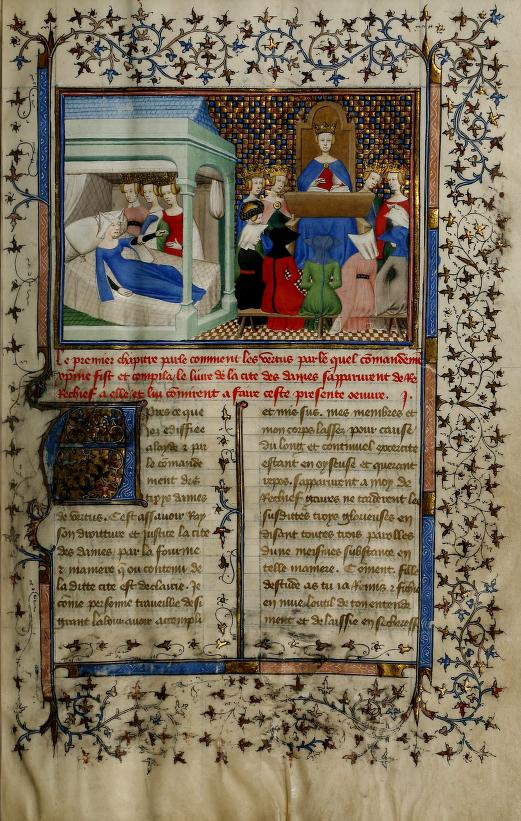
Pàgina de El llibre de la ciutat de senyores de Christine de Pisan, que mostra un panell decoratiu pintat per Anastaise.

Anastaise (c 1400, París) va ser una il·lustradora de manuscrits francesa, aparentment especialitzada en l'elaboració de marges decoratius i fons de paisatge que estaven cada cop més de moda. en els seus temps, la majoria de manuscrits eren produïts en tallers comercials, i molts artistes eren dones, molt probablement aquells especialitats en marges, que sovint estava produït per un artista diferent del de la imatge miniatura principal. L'Escola de Paris encara era capdavantera en il·lustració durant aquest període, i les obres fetes a Paris eren àmpliament distribuïdes a través d'Europa.
No es coneix res d'ella excepte per l'elogi que li va fer l'escriptora medieval Christine de Pisan a la seva obra, El Llibre de la Ciutat de Senyores (1405). Pisan la descriu com la millor il·lustradora del seu tems, en el seu camp.
"Conec una dona avui, anomenada Anastaise, qui és tan formada i especialitzada en pintar marges de manuscrit i fons de miniatura que un no pot trobar un artesà a tota la ciutat de Paris - on els millors del món es troben - que la pugui superar, ni que pugui pintar flors i detalls tan delicadament com ella, ni la obra del qual sigui més preuada, sense importar com de ric o preciós sigui el llibre. Les persones no poden parar de parlar sobre ella. I això ho sé per experiència, per què ella ha executat diverses coses per mi, que estan entre els marges ornamentals dels grans mestres. (Ciutat de Senyores 85)

## Altres fonts
- Inès Villela-Petit, « À la recherche d'Anastaise », Cahiers de recherches médiévales, 16 | 2008, 301-316. Consulta 21 febrer 2018. Un document francès sobre el treball de l'artista.
- Christine de Pizan: An illuminated Voice per Doré Ripley, 2004. Consulta 21 febrer 2018.
- The Influence of Christine de Pisan, Pre-Raphaelitism and Medievalism in the Arts per Liana Cheney, Edwin Mellen Press, 1992. Consulta 21 febrer 2018.